# Franco Agostinelli
Franco Agostinelli (Arezzo, 1 de janeiro de 1944) é um clérigo italiano e bispo católico romano emérito de Prato.
Franco Agostinelli foi ordenado sacerdote em 9 de junho de 1968.
O Papa João Paulo II o nomeou Bispo de Grosseto em 17 de novembro de 2001. O Papa ordenou-o pessoalmente bispo em 6 de janeiro do ano seguinte; Os co-consagradores foram Leonardo Sandri, substituto da Secretaria de Estado, e Robert Sarah, secretário da Congregação para a Evangelização dos Povos. Ele escolheu In verbo tuo como lema.
Papa Bento XVI nomeou-o Bispo de Prato em 29 de setembro de 2012. O Papa Francisco aceitou sua renúncia por idade em 15 de maio de 2019.